# Junior Nascimento
Antônio Carlos Nascimento Junior (Campo Formoso, 13 de dezembro de 1986), mais conhecido como Júnior Nascimento é um político brasileiro, filiado ao UNIÃO. Foi quatro vezes eleito vereador de Campo Formoso, sua cidade natal. Nas eleições de 2022, foi eleito deputado estadual pela BA.